# Rivière aux Saumons (vattendrag i Kanada, lat 49,42, long -62,24)
Rivière aux Saumons är ett vattendrag i Kanada.   Det ligger i provinsen Québec, i den östra delen av landet, 1 100 km öster om huvudstaden Ottawa.
I omgivningarna runt Rivière aux Saumons växer i huvudsak barrskog. Trakten runt Rivière aux Saumons är nära nog obefolkad, med mindre än två invånare per kvadratkilometer.